# Свонвіль (Міннесота)
Свонвіль (англ. Swanville) — місто (англ. city) в США, в округах Моррісон і Тодд штату Міннесота. Населення — 326 осіб (2020).

## Географія
Свонвіль розташований за координатами 45°55′32″ пн. ш. 94°38′3″ зх. д. / 45.92556° пн. ш. 94.63417° зх. д. (45.925609, -94.634032).  За даними Бюро перепису населення США в 2010 році місто мало площу 1,35 км², з яких 1,34 км² — суходіл та 0,00 км² — водойми. В 2017 році площа становила 1,28 км², з яких 1,27 км² — суходіл та 0,00 км² — водойми.

## Демографія
Згідно з переписом 2010 року, у місті мешкало 350 осіб у 141 домогосподарстві у складі 102 родин. Густота населення становила 260 осіб/км².  Було 157 помешкань (116/км²).
Расовий склад населення:
| - 98,3 % — білих - 0,6 % — азіатів - 0,3 % — корінних американців - 0,3 % — чорних або афроамериканців |

До двох чи більше рас належало 0,6 %. Частка іспаномовних становила 1,4 % від усіх жителів.
За віковим діапазоном населення розподілялося таким чином: 26,3 % — особи молодші 18 років, 59,7 % — особи у віці 18—64 років, 14,0 % — особи у віці 65 років та старші. Медіана віку мешканця становила 37,0 року. На 100 осіб жіночої статі у місті припадало 105,9 чоловіків;  на 100 жінок у віці від 18 років та старших — 92,5 чоловіків також старших 18 років.
Середній дохід на одне домашнє господарство  становив 52 526 доларів США (медіана — 35 682), а середній дохід на одну сім'ю — 68 669 доларів (медіана — 43 571). Медіана доходів становила 29 625 доларів для чоловіків та 32 083 долари для жінок. За межею бідності перебувало 17,4 % осіб, у тому числі 11,3 % дітей у віці до 18 років та 13,6 % осіб у віці 65 років та старших.
Цивільне працевлаштоване населення становило 155 осіб. Основні галузі зайнятості: виробництво — 16,8 %, освіта, охорона здоров'я та соціальна допомога — 14,8 %, сільське господарство, лісництво, риболовля — 12,9 %, роздрібна торгівля — 11,6 %.